# 森讷拉格
森讷拉格（德語：Sennelager，發音：[ˈzɛnəˌlaːɡɐ]）是德国北莱茵-威斯特法伦州帕德博恩的地点，常被称作市辖区（Stadtteil），但其并不具备市辖区地位。“森讷拉格”一名意为“森讷营地”，因自19世纪以来用作军事训练区而闻名。1945年第二次世界大战结束后，这座历史悠久的军事基地被短暂移交给美国陆军管理，之后移交给英国，成为森讷拉格训练区，用作威斯特法伦驻军的基地。